# Lucia Žitňanská

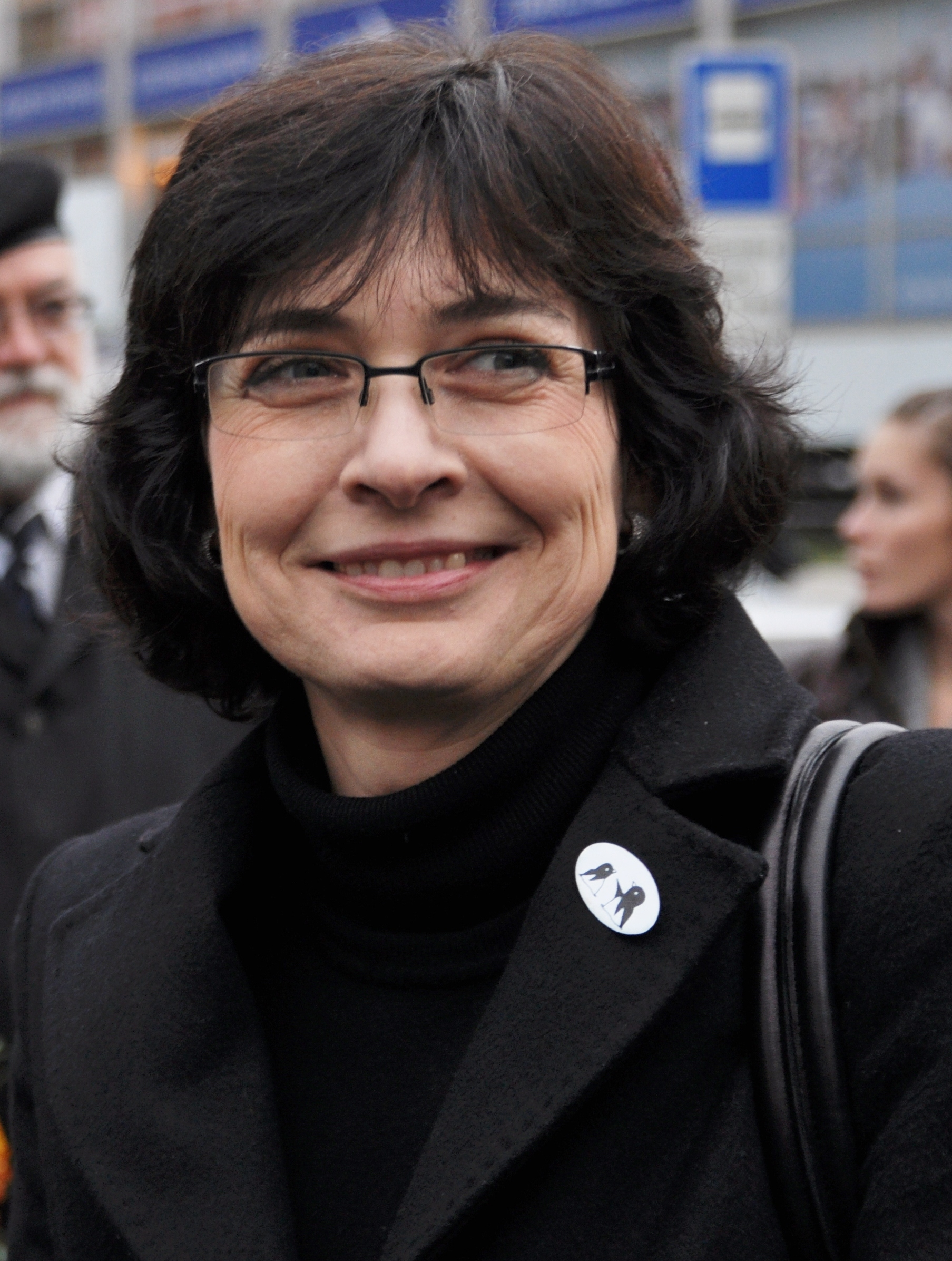
Lucia Žitňanská (2011)

Lucia Žitňanská (* 3. Juni 1964 in Bratislava, geboren Kozmová) ist eine slowakische  Rechtsanwältin, Politikerin und mehrmalige Justizministerin (2006, 2010–2012, seit 2016) sowie Mitglied der Partei Most–Híd (ab November 2013) und zuvor der SDKÚ–DS (vor 2013).

## Leben
Lucia Žitňanská schloss  1987 ein Studium an der juristischen Fakultät der Comenius-Universität in Bratislava  mit dem  Dr. jur. ab. Seitdem arbeitete sie zunächst als Juristin in verschiedenen Unternehmen und Gesellschaften in Bratislava. 1992 bis 2006 arbeitete sie in der Abteilung für Handels-, Wirtschafts- und Finanzrecht an der Comenius – Universität. Seit 2002 arbeitet sie auch als Rechtsanwältin. Ab Juni 2013 ist sie in die Liste der Schiedsrichter für Geschäftsfälle beim Schiedsgericht in Wien eingetragen.
Sie ist mit Edward Žitňanský verheiratet und zusammen haben sie drei Kinder: Lucy, David und Hedu.

## Politische Tätigkeit
Lucia Žitňanská war von 2002 bis 2006 im Justizministerium als Staatssekretärin für die Kresťanskodemokratické hnutie (KDH – Christlich – Demokratische Bewegung). Nach dem Rücktritt von Justizminister Daniel Lipšic am 8. Februar 2006 wurde sie bis zum 4. Juli 2006 stellvertretende Ministerpräsidentin und Justizministerin in der zweiten Regierung von Mikuláš Dzurinda. 2006 bis 2010 war sie Mitglied des Nationalrats der Slowakischen Republik für die Partei SDKÚ-DS (u. a. auch im Immunitätsausschuss und Mitglied des Verfassungs- und Rechtsausschusses). 2010–2012 war sie Justizministerin in der Regierung von Iveta Radičová. Ihre Wahl am 12. Juni 2010 zum Europäischen Parlament konnte sie nicht annehmen, da sie auch als Justizministerin amtierte.
Seit März 2016 ist sie erneut Justizministerin, nunmehr  in der Regierung Robert Fico III.

## Besonderheit
Die Justizministerin hat sich eindeutig gegen Rechtsextreme positioniert, die als selbst ernannte „Eisenbahnwache“ in Zügen mit Zustimmung der Bahn patrouillieren. Diese „Bürgerwehr“ soll nun per Gesetz verboten werden, obwohl sie in der Bevölkerung teilweise erheblichen Rückhalt genießt. Ziel ist es, das von den Rechtsextremisten infrage gestellte Gewaltmonopol des Staates wiederherzustellen (Zitnanska: „Niemand darf in diesem Staat willkürlich die Polizei ersetzen“). Die Rechtsextremen gingen vor allem gegen Minderheiten wie Roma vor.